# Kana Mitsugi
Kana Mitsugi (28 de junho de 1992) é uma jogadora de rugby sevens japonesa.

## Carreira
Kana Mitsugi integrou o elenco da Seleção Japonesa de Rugbi de Sevens Feminino, na Rio 2016, que foi 10º colocada.